# Nuoto ai XIX Giochi del Mediterraneo - 200 metri misti femminili
La gara dei 200 metri misti femminili ai XIX Giochi del Mediterraneo si è svolta il 4 luglio 2022. Al mattino si sono svolte le batterie, mentre la finale si è disputata nel pomeriggio.

## Podio
| Pos. | Atleta                 | Nazione |
| ---- | ---------------------- | ------- |
|      | Sara Franceschi        | Italia  |
|      | Viktoriya Zeynep Güneş | Turchia |
|      | Deniz Ertan            | Turchia |

## Record
Prima della manifestazione il record del mondo (RM) e il record dei Giochi del Mediterraneo (RG) erano i seguenti.
|  | 2'06"12 | Katinka Hosszú | 3 agosto 2015 Kazan'   |
|  | 2'10"36 | Camille Muffat | 27 giugno 2009 Pescara |

Durante la competizione non sono stati migliorati record.

## Risultati

### Batterie
| Pos. | Batteria | Corsia | Atleta                 | Nazionalità | Tempo       | Note |
| ---- | -------- | ------ | ---------------------- | ----------- | ----------- | ---- |
| 1    | 1        | 4      | Viktoriya Zeynep Güneş | Turchia     | 2'17"09     | Q    |
| 2    | 2        | 4      | Sara Franceschi        | Italia      | 2'17"41     | Q    |
| 3    | 2        | 6      | Deniz Ertan            | Turchia     | 2'17"93     | Q    |
| 4    | 1        | 5      | Camille Tissandié      | Francia     | 2'18"19     | Q    |
| 5    | 1        | 6      | Ioanna Sacha           | Grecia      | 2'18"93     | Q    |
| 6    | 1        | 3      | Paula Juste            | Spagna      | 2'19"09     | Q    |
| 7    | 2        | 5      | Alba Vázquez           | Spagna      | 2'20"44     | Q    |
| 8    | 2        | 2      | Hamida Rania Nefsi     | Algeria     | 2'22"71     | Q    |
| 9    | 1        | 2      | Jihane Benchadli       | Algeria     | 2'24"24     |      |
| DNS  | 2        | 3      | Ilaria Cusinato        | Italia      | Non partita |      |

### Finale
| Pos. | Corsia | Atleta                 | Nazionalità | Tempo   | Note |
| ---- | ------ | ---------------------- | ----------- | ------- | ---- |
|      | 5      | Sara Franceschi        | Italia      | 2'12"19 |      |
|      | 4      | Viktoriya Zeynep Güneş | Turchia     | 2'12"26 |      |
|      | 3      | Deniz Ertan            | Turchia     | 2'14"15 |      |
| 4    | 7      | Paula Juste            | Spagna      | 2'15"94 |      |
| 5    | 1      | Alba Vázquez           | Spagna      | 2'16"50 |      |
| 6    | 6      | Camille Tissandié      | Francia     | 2'17"57 |      |
| 7    | 2      | Ioanna Sacha           | Grecia      | 2'19"65 |      |
| 8    | 8      | Hamida Rania Nefsi     | Algeria     | 2'22"77 |      |